# Roland Totheroh
 (mai 2021).
Si vous disposez d'ouvrages ou d'articles de référence ou si vous connaissez des sites web de qualité traitant du thème abordé ici, merci de compléter l'article en donnant les références utiles à sa vérifiabilité et en les liant à la section « Notes et références ».

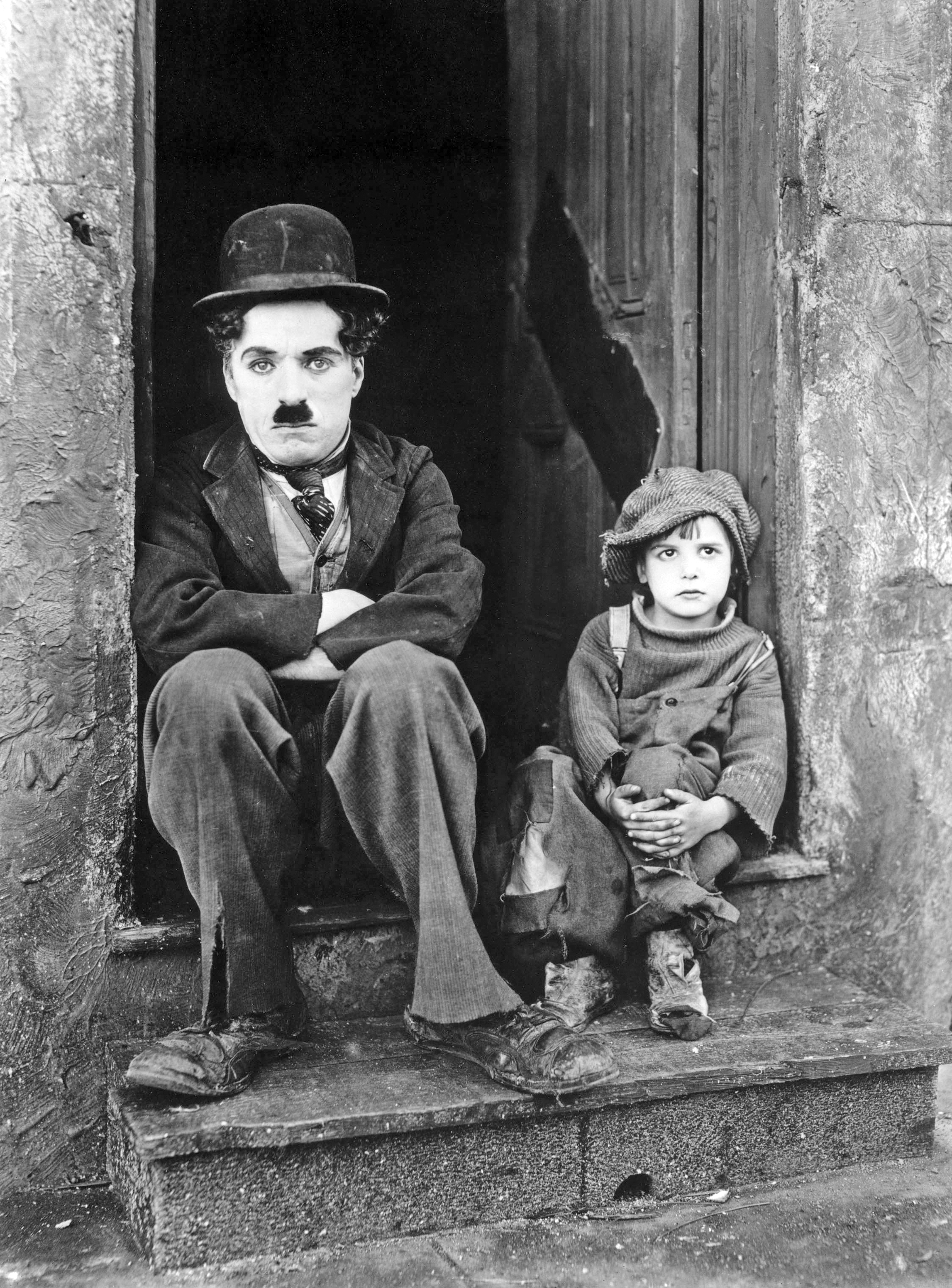
Le Kid (1921), avec Charlie Chaplin et Jackie Coogan

Roland 'Rollie' H. Totheroh, né le 29 novembre 1890 à San Francisco (Californie) et mort le 18 juin 1967 à Los Angeles (Californie), est un directeur de la photographie américain, ayant principalement collaboré avec Charlie Chaplin.

## Biographie
Roland Totheroh débute comme chef opérateur en 1913, sur un court métrage muet réalisé par Lloyd Ingraham. Deux ans après, en 1915, il rencontre Charlie Chaplin, avec lequel il entame une collaboration sur trente-deux de ses films, la plupart bien connus (voir la filmographie ci-dessous) ; les deux derniers sont Monsieur Verdoux (1947, comme chef opérateur) et Les Feux de la rampe (1952, seulement en tant que consultant), après lequel il se retire.
Le perfectionnisme de Chaplin le conduit à refaire de nombreuses fois une prise pour capter l'expression juste, par exemple Edna Purviance dans Charlot s'évade a fait l'objet de quatre-vingt prises.
Expérience non renouvelée, il est occasionnellement acteur (des petits rôles) dans trois courts métrages réalisés par Broncho Billy Anderson, en 1912, 1913 et 1915.
Dans le film biographique Chaplin (1992) de Richard Attenborough, Roland Totheroh est personnifié par David Duchovny.

## Filmographie partielle
Comme directeur de la photographie, sauf mention contraire

### Réalisations de Charlie Chaplin
- 1915 : Charlot apprenti (Work)
- 1915 : Charlot joue Carmen (Burlesque on Carmen)
- 1916 : Charlot pompier (The Fireman)
- 1916 : Charlot musicien (The Vagabond)
- 1916 : Charlot usurier (The Pawnshop)
- 1916 : Charlot chef de rayon (The Floorwalker)
- 1917 : Charlot policeman (Easy Street)
- 1917 : L'Émigrant (The Immigrant)
- 1917 : Charlot fait une cure (The Cure)
- 1917 : Charlot s'évade (The Adventurer)
- 1918 : The Bond
- 1918 : Une vie de chien (A Dog's Life)
- 1918 : Charlot soldat (Shoulder Arms)
- 1919 : Une idylle aux champs (Sunnyside)
- 1921 : Le Kid (The Kid)
- 1921 : Charlot et le Masque de fer (The Iddle Class)
- 1923 : L'Opinion publique (A Woman of Paris)
- 1925 : La Ruée vers l'or (The Gold Rush)
- 1928 : Le Cirque (The Circus)
- 1931 : Les Lumières de la ville (City Lights)
- 1936 : Les Temps modernes (Modern Times)
- 1940 : Le Dictateur (The Great Dictator)
- 1947 : Monsieur Verdoux (titre original)
- 1952 : Les Feux de la rampe (Limelight) (consultant)

### Autres réalisateurs
- 1912 : The Tomboy on Bar Z de Broncho Billy Anderson (acteur)
- 1913 : The Dance at Eagle Pass de Lloyd Ingraham
- 1913 : The Making of Broncho Billy de Broncho Billy Anderson (acteur)
- 1915 : When Love and Honor called de Broncho Billy Anderson
- 1915 : The Bachelor's Burglar de Broncho Billy Anderson (acteur)
- 1948 : Le Chant de mon cœur (Song of My Heart) de Benjamin Glazer